# Geschiedenis van de sciencefictionfilm
De geschiedenis van de sciencefictionfilm loopt grotendeels gelijk met de geschiedenis van de cinematografie. Al in 1895 werd in Frankrijk een korte sciencefictionfilm gemaakt en tot 1930 kwamen de meeste films in dit genre uit Europa. Sinds de jaren zestig wordt het sciencefictionfilmgenre serieus genomen als volwaardig filmgenre en vanaf de jaren zeventig zijn films in dit genre vaak ook financieel succesvol.

## Vroege films
Sciencefictionfilms verschenen al vroeg in de filmgeschiedenis. De eerste bekende sciencefictionfilm stamt uit 1895 en heet Charcuterie Méchanique. Het is een korte film van de Fransman Louis Lumière, waarin een automatische machine een varken omzet in spek en worstjes. De 1 minuut durende verloren gegane film Gugusse et l'automate uit 1897 van Georges Méliès toonde een mechanische man. Uit 1901 stamt het eerste gebruik van het split screen; Ferdinand Zecca's À la conquête de l'air laat een man zien die op een vliegmachine gezeten boven Parijs vliegt. In 1902 maakte Georges Méliès de 8 tot 14 minuten (afhankelijk van de filmsnelheid) durende Le voyage dans la lune, geïnspireerd op het boek Van de aarde naar de maan van Jules Verne. De gebroeders Pathé maakten in 1911 de 13 minuten durende film Honderd jaar later, die zich afspeelt in 2011. De wereld wordt geregeerd door de vrouwen, die letterlijk de broek aan hebben, terwijl de mannen geen stemrecht hebben en verplicht een jurk moeten dragen. In 1912 maakte Méliès de meer dan een half uur durende avonturenfilm met sciencefiction-elementen À la conquête du pôle.

## Lange speelfilms
In 1916 verscheen het Amerikaanse 20,000 Leagues Under the Sea (105 min.), ook naar een boek van Verne (Twintigduizend mijlen onder zee). En in 1924 kwam het Russische Aelita uit. Enkele jaren later werd in Duitsland het meesterwerk Metropolis uitgebracht (Fritz Lang, 1927). De jaren 30 bracht veruit de beste verfilming (1931) van Mary Shelleys Frankenstein voort, en ook een van de eerste "verloren wereld"-films: Lost Horizon van Frank Capra uit 1936. In Amerika waren in deze tijd de zogenaamde "serials" populair: een hele serie opeenvolgende films waarvan elke week een nieuw deel werd uitgebracht. Een bekend voorbeeld hiervan is de Flash Gordon Serial. De jaren 40 brachten weinig nieuws: veel monster- en griezelfilms maar amper echte sciencefiction. De enige noemenswaardige film uit dit decennium is Dr. Cyclops uit 1940, een vroege kleurenfilm.
In de jaren 50 werden enkele zeer bekende sciencefictionfilms gemaakt, in 1951 The Day the Earth Stood Still en When Worlds Collide, in 1953 It Came from Outer Space en The War of the Worlds en in 1956 Forbidden Planet. In Japan werd in 1954 het eerste deel van de nog steeds lopende filmserie Godzilla (Japans: ゴジラ Gojira) gemaakt. Ook begon Ray Harryhausen in deze tijd met zijn briljante stop-motioneffecten in films als The Beast from 20,000 Fathoms (1953), Earth vs. the Flying Saucers (1956) en 20 Million Miles to Earth (1957).

## De sciencefictionfilm wordt volwassen
Na decennialang op safe te hebben gespeeld, begon Hollywood in de jaren zestig eindelijk intelligente, volwassen sciencefictionfilms te maken, waarvan het zwartgalligsatirische Dr. Strangelove or: How I Learned to Stop Worrying and Love the Bomb en 2001: A Space Odyssey de meest opvallende exponenten zijn. Andere opvallende films uit deze periode zijn de Franse neo noirfilm Alphaville, une étrange aventure de Lemmy Caution, het Britse Fahrenheit 451 en het uitbundige, campy Barbarella met z'n psychedelische vormgeving. Ook de Britse SF-televisieserie Doctor Who en de Amerikaanse serie Star Trek stammen uit de jaren zestig.

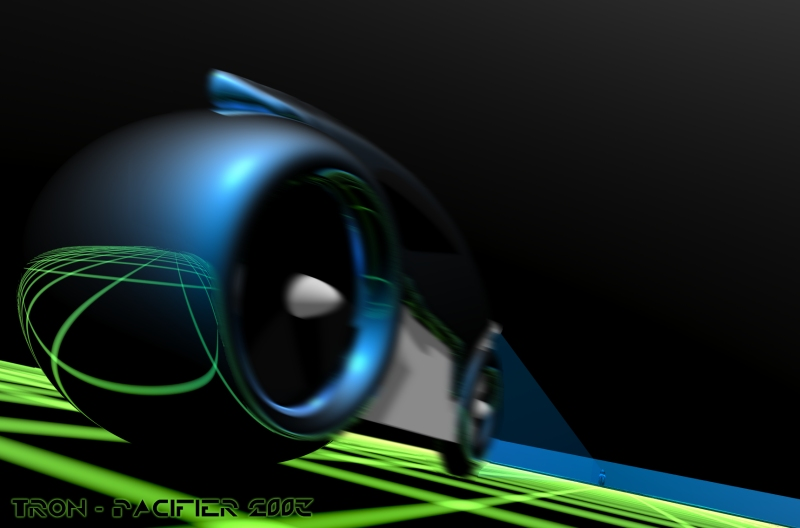
De lightcycle uit Tron.

De jaren zeventig brachten George Lucas' eerste film THX 1138 en de eerste grote blockbusters in het SF-genre: Star Wars en Close Encounters of the Third Kind. Ook uit deze jaren stammen The Andromeda Strain (1971), A Clockwork Orange (1971), Solaris (1972), Westworld (1973), Dark Star (1974), Battlestar Galactica (1978), Alien (1979), Star Trek: The Motion Picture (1979) en Mad Max (1979).

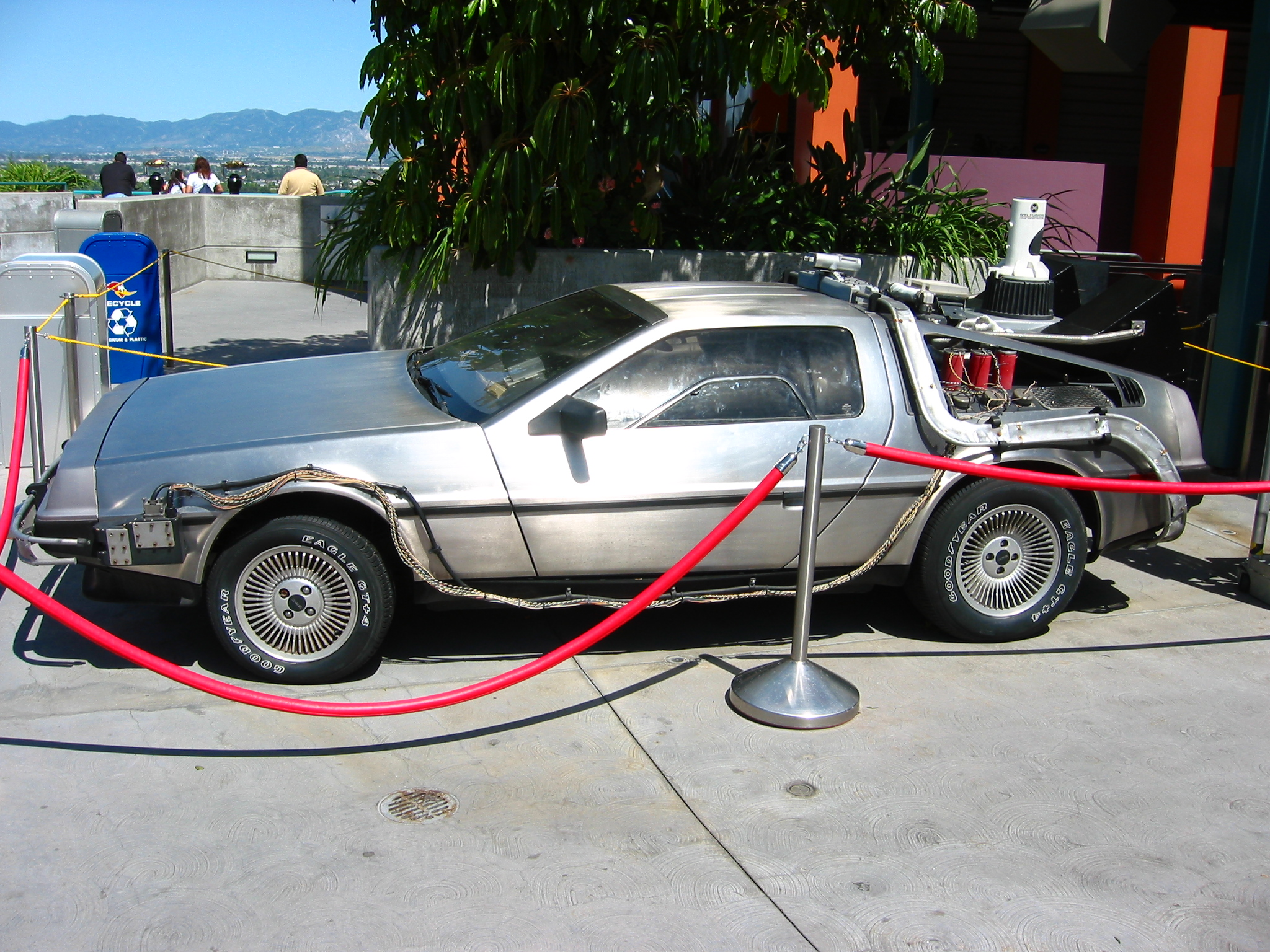
De De Lorean tijdmachine uit Back to the Future Part III.

De jaren daarop werden vele vervolgen van films uit de jaren zeventig gemaakt, waaronder 5 Star Wars-films, 9 Star Trek-films en 4 Alien-films. Ook werd er een film van de Flash Gordonserial uit de jaren 30 gemaakt: Flash Gordon. In 1982 kwamen twee zeer succesvolle sciencefictionfilms uit: de tech noir-film Blade Runner en het kassucces E.T. the Extra-Terrestrial. Datzelfde jaar werd Tron uitgebracht: een van de allereerste films die intensief gebruik maakte van door computers gegenereerde beelden. De luchtige Back to the Future-trilogie werd een succes, maar David Lynch' Dune en het vervolg op 2001, 2010: The Year We Make Contact waren kostbare missers. Nieuwe, succesvolle filmseries begonnen met de RoboCop en The Terminator-films.
In Japan werden de sciencefictionanimefilms steeds succesvoller: de films Akira en Ghost in the Shell werden wereldwijde successen, evenals de televisieseries Dragonball en Mobile Suit Gundam. Het Russische Kin-dza-dza!, het Australische The Quiet Earth, het Britse Brazil en het Spaanse Acción Mutante waren bescheiden successen, maar werden wel hoog gewaardeerd.
De jaren 90 brachten een stortvloed aan nieuwe sciencefictionfilms en series, grote studioproducties als Paul Verhoevens Total Recall (1990), Independence Day (1996), Starship Troopers (1997) en Armageddon (1998), maar ook verrassende films als Terry Gilliams Twelve Monkeys (1995), de Canadese horrorsciencefictionfilm Cube (1997) en het geflopte maar goed gewaardeerde Gattaca (1997). In 1999 kwam het eerste deel van de schitterend vormgegeven filmserie The Matrix uit. Datzelfde jaar werd door George Lucas het langverwachte eerste deel van de tweede Star Wars-trilogie Star Wars: Episode I: The Phantom Menace uitgebracht.
De 21e eeuw bracht weer vele nieuwe sciencefictionfilms: Steven Spielberg regisseerde de goed ontvangen films A.I.: Artificial Intelligence en Minority Report. Een opvallende film was Eternal Sunshine of the Spotless Mind, een romantische sciencefictionfilm. Verder zijn er de laatste jaren heel veel verfilmingen van andere media uitgebracht, zoals comics (X-Men, Hulk en Fantastic Four), televisieseries (Æon Flux, The Hitchhiker's Guide to the Galaxy, Serenity en Transformers) en computerspellen (Wing Commander, Resident Evil).